# Papča (obec), Drienčany
Papča (obec) este o comună slovacă, aflată în districtul Drienčany din regiunea Rimavská Sobota. Localitatea se află la altitudinea de 229 m deasupra n.m.. 

## Istoric
Localitatea Papča (obec) este atestată documentar din 1332.